# 金泰爾鎮區 (明尼蘇達州雷德伍德縣)
金泰爾鎮區（英語：Kintire Township）是位於美國明尼蘇達州雷德伍德縣的一個行政鎮區。

## 歷史
金泰爾鎮區於1880年成立，得名自位於蘇格蘭的琴泰岬半島。

## 地方資料
金泰爾鎮區的面積為91.18平方千米，當中陸地面積為91.16平方千米，而水域面積為0.02平方千米。根據2020年美國人口普查的數據，當地共有人口190人，而人口密度為每平方千米2.08人。